# ميغيل أكوستا
ميغيل أكوستا (بالإسبانية: Miguel Acosta) (20 أبريل 1978 في فنزويلا - ) هو ملاكم كولومبي، صنّف ضمن فئة وزن الخفيف.

## إحصائيات
خاض خلال مسيرته 40 نزالا، فاز في 29 وتعادل في 2 وخسر في 9. فاز بالضربة القاضية في 23 نزالا.

## روابط خارجية
- ميغيل أكوستا على موقع بوكس ريك (الإنجليزية) (registration required)